# Renault Kardian

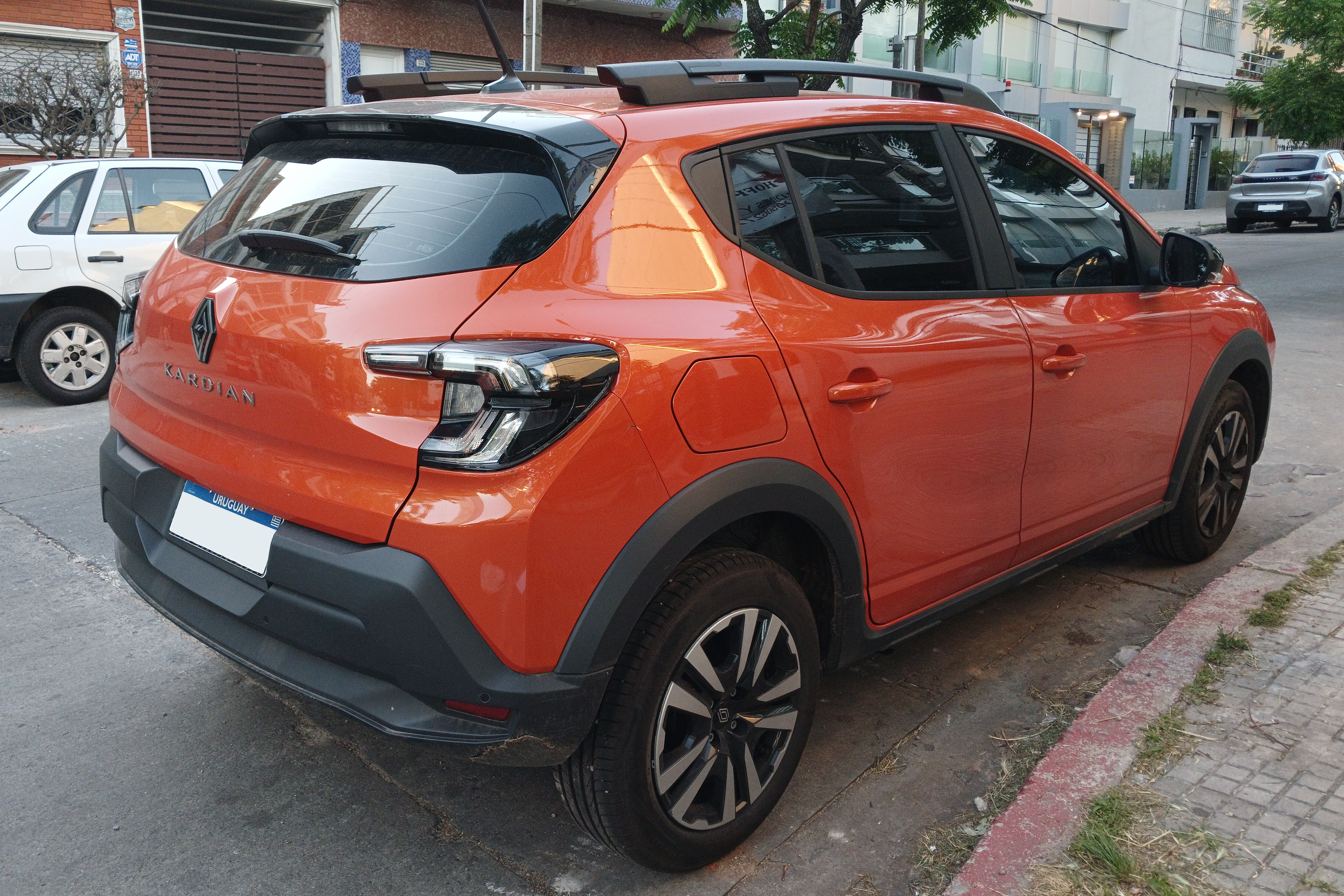
Heck

Der Renault Kardian ist ein subkompakter Crossover-SUV, der am 25. Oktober 2023 von Renault in Rio de Janeiro, Brasilien, vorgestellt wurde. Die Produktion des Fahrzeugs erfolgt seit Februar 2024 im brasilianischen São José dos Pinhais für den südamerikanischen Markt. Im November 2024 wurde die Produktion für afrikanische Märkte im marokkanischen Tanger aufgenommen.

## Überblick
Der Kardian basiert auf der CMF-Architektur und teilt viele Elemente mit der dritten Generation des Dacia Sandero. Das Fahrzeug wurde von den Renault-Designteams in Frankreich und Brasilien entwickelt. Der Kardian ist nicht für den europäischen Markt bestimmt.

## Design
Das Äußere des Kardian ist geprägt von einem steileren Kühlergrill im typischen Renault-Stil, schlankeren LED-Scheinwerfern und einer robusten Frontschürze. Die C-förmigen Rückleuchten und die Dachreling verleihen dem Fahrzeug einen unverwechselbaren Charakter. Im Innenraum bietet der Kardian hochwertige Materialien, ein 8-Zoll-Multimediadisplay, ein digitales Kombiinstrument und einen zentralen Touchscreen.

## Antrieb
Angetrieben wird der Kardian auf dem brasilianischen Markt von einem neuen 92 kW (125 PS) starken Flexfuel-Motor, einer Weiterentwicklung des 1,0-Liter-TCe-Motors aus dem Sandero. Dieser Motor kann erstmals mit einem neuen Doppelkupplungsgetriebe (Codename DW23) kombiniert werden. In Argentinien ist außerdem ein 85 kW (115 PS) starker 1,6-Liter-SCe-Motor mit einem 5-Gang-Schaltgetriebe erhältlich. In Afrika leistet der 1,0-Liter-Motor 74 kW (100 PS). Außerdem gibt es einen 75 kW (102 PS) starken 1,5-Liter-Dieselmotor.
|                                             | 1.0 TCe               | 1.0 TCe 12v                                          | 1.0 TCe 12v                    | 1.6 SCe 16v           | 1.5 dCi               |
| Markt                                       | Marokko               | Brasilien                                            | Argentinien                    | Argentinien           | Marokko               |
| Bauzeitraum                                 | seit 11/2024          | seit 02/2024                                         | seit 08/2024                   | seit 08/2024          | seit 11/2024          |
| Motorkenndaten                              |                       |                                                      |                                |                       |                       |
| Motortyp                                    | R3-Ottomotor          | R3-Ottomotor                                         | R3-Ottomotor                   | R4-Ottomotor          | R4-Dieselmotor        |
| Motoraufladung                              | Turbolader            | Turbolader                                           | Turbolader                     | —                     | Turbolader            |
| Hubraum                                     | 999 cm³               | 999 cm³                                              | 999 cm³                        | 1598 cm³              | 1461 cm³              |
| max. Leistung bei min−1                     | 74 kW (100 PS) / 5000 | 88 kW (120 PS) / 5000 Ethanol: 92 kW (125 PS) / 5000 | 88 kW (120 PS) / 5000          | 85 kW (115 PS) / 5500 | 75 kW (102 PS) / 3750 |
| max. Drehmoment bei min−1                   | 160 Nm / 2000–3750    | 200 Nm / 2000 Ethanol: 220 Nm / 2250                 | 200 Nm / 1750                  | 156 Nm / 4000         | 220 Nm / 1500–2750    |
| Kraftübertragung                            |                       |                                                      |                                |                       |                       |
| Antrieb                                     | Vorderradantrieb      | Vorderradantrieb                                     | Vorderradantrieb               | Vorderradantrieb      | Vorderradantrieb      |
| Getriebe, serienmäßig                       | Stufenloses Getriebe  | 6-Gang-Schaltgetriebe                                | 6-Gang-Doppelkupplungsgetriebe | 5-Gang-Schaltgetriebe | 5-Gang-Schaltgetriebe |
| Getriebe, serienmäßig                       | —                     | 6-Gang-Doppelkupplungsgetriebe                       | —                              | —                     | —                     |
| Messwerte                                   |                       |                                                      |                                |                       |                       |
| Höchstgeschwindigkeit                       | 169 km/h              | 180 km/h                                             | 180 km/h                       | 180 km/h              | 175 km/h              |
| Beschleunigung, 0–100 km/h                  |                       | 9,9 s Ethanol: 10,7 s                                | 10,9 s                         | 11,7 s                |                       |
| Tankinhalt                                  | 50 l                  | 50 l                                                 | 50 l                           | 50 l                  | 50 l                  |
| Kraftstoffverbrauch auf 100 km (kombiniert) | 5,3 l Super           | 7,2 l Super 10,3 l Ethanol                           |                                |                       | 3,9 l Diesel          |

## Sonstiges
Der Renault Kardian konkurriert unter anderem mit dem Fiat Pulse und dem VW Tera.